# Nadvoz Lipa v Štorah
Nadvoz Lipa je most v Štorah, ki povezuje naselje Lipa s Teharjami. 

## Osnovni podatki
Armiranobetonski most je dolg 218 m in prečka dve cesti, dva potniška tira, prostore železarne s štirimi železniškimi tiri, toplovod in reko Voglajno. Stebri nadvoza so nameščeni vmes. 

## Izgradnja
V naselju Lipa živi večina občanov Štor, tam so tudi vse pomembnejše javne ustanove. Krajani so morali pred izgradnjo nadvoza prečkati zelo prometno železniško progo. Zapornice so bile spuščene po 16 ur na dan, zlasti ob konicah so se vile dolge kolone. Z novim prehodom se je povečala varnost in urejenost tako železniškega kot cestnega prometa.
Vlagatelj projekta, ki je bil vreden približno pet milijonov evrov, je bila Direkcija RS za vodenje investicij v javno železniško infrastrukturo, sovlagatelj pa Direkcija RS za ceste. Gradnja nadvoza je potekala dobra dva meseca. 

## Galerija
- Nadvoz Lipa, v ozadju naselje Lipa
- Nadvoz Lipa, desno potniška tira in prostori železarne s štirimi železniškimi tiri